# Otakar Mazal
 (octobre 2021).
Otakar Mazal (né le 3 juin 1894 à Prague à l'époque en Autriche-Hongrie, et mort le 12 septembre 1941) est un footballeur international tchécoslovaque.

## Biographie

### Carrière en club
En club, il joue en faveur du SK Kladno, du SK Židenice, du SK Moravská Slavia Brno, du SK Slavia Prague et de l'AC Sparta Prague.
Mazal est contraint de mettre fin à sa carrière à l'âge de 26 ans seulement, en raison d'une blessure au genou.

### Carrière en équipe nationale
Otakar Mazal reçoit six sélections en équipe de Tchécoslovaquie entre 1920 et 1921, inscrivant trois buts.
Il participe aux Jeux olympiques de 1920 avec la sélection belge. Lors de cette compétition organisée en Belgique, il joue trois matchs. Il se met en évidence en étant l'auteur d'un triplé en demi-finale contre la France. La Tchécoslovaquie s'incline en finale face au pays organisateur. Toutefois, après une protestation des joueurs tchèques qui quittent le terrain, la Tchécoslovaquie se voit disqualifiée et n'obtient pas de médaille.

### Carrière de manager
Après sa retraite sportive, Mazal devient manager, entraînant notamment le SK Prostějov, le SK Kladno, le Pogoń Lwów et le Wisła Kraków.

## Palmarès
- Champion de Prague en 1920 et 1921 avec le Sparta Prague